# Annicco
Annicco är en ort och kommun i provinsen Cremona i regionen Lombardiet i Italien. Kommunen hade 2 036 invånare (2018).